# Talaromyces muroii
Talaromyces muroii är en svampart som beskrevs av Yaguchi, Someya & Udagawa 1994. Talaromyces muroii ingår i släktet Talaromyces och familjen Trichocomaceae.   Inga underarter finns listade i Catalogue of Life.